# Nelson Philippe
Nelson Philippe (Valence, 23 de julho de 1986) é um automobilista francês.
Competiu na Champ Car de 2004 até 2007 e na IndyCar em 2008 e 2009.
Em 2009 competiu nas 500 Milhas de Indianápolis, largando em 31º e terminando em 25º.